# Ганс Карл Август Симон фон Ейлер-Хельпін
Ганс Карл Август Симон фон Ейлер-Хельпін (швед. Hans Karl August Simon von Euler-Chelpin; 15 лютого 1873, Аугсбург, Німецька імперія — 6 листопада 1964, Стокгольм, Швеція) — шведський біохімік, член Шведської королівської АН.

## Біографія
Ганс Карл Август Симон фон Ейлер-Хельпін народився в Німеччині і був сином Габріели фон Ейлер-Хельпін (до шлюбу Фіртнер) і Рігаса фон Ейлер-Хельпіна. Оскільки після народження хлопчика його батька, капітана Королівського баварського полку, перевели до Мюнхена, то Ганса відправили жити до бабусі у Вассербург. Свою початкову освіту він здобув у Мюнхені, Вюрцбурзі і Ульмі, а потім у 1881 р. вступив до Мюнхенської академію живопису. У процесі навчання живопису він став цікавитися проблемами кольору, що призвело згодом до зародження інтересу до дослідницької діяльності.
У 1893 р. Ейлер-Хельпіна взяли до Мюнхенського університету, де він вивчав фізику під керівництвом Еміля Варбурга і Макса Планка і органічну хімію у Еміля Фішера. У 1895 р. у Мюнхені він здобув докторський ступінь. Після короткого періоду пост-докторських досліджень з фізичної хімії він працював з 1896 по 1897 р. разом з Вальтером Нернстом в Геттінгенському університеті. Наступного року він став асистентом в лабораторії Сванте Арреніуса в Стокгольмському університеті, де у 1899 р. був призначений приват-доцентом. Протягом того ж літа він продовжив свої дослідження під керівництвом Якоба Вант-Гоффа і Едуарда Бухнера в Берліні, залишаючись тут до 1900 року.
Після повернення до Стокгольма Ейлер-Хельпін у 1902 р. набув шведського громадянства. Протягом цього періоду його дослідження були зосереджені на дії каталізаторів в реакціях неорганічних сполук, але поступово його інтереси переміщуються в область органічних речовин, особливо після того, як він познайомився з дослідженнями Бухнера з хімії ферментації. У 1906 р. Ейлер-Хельпін став професором загальної та органічної хімії в Стокгольмському університеті, де працював протягом всієї своєї подальшої наукової діяльності.
Коли почалася перша світова війна, він домовився, що прочитає свій річний курс в Стокгольмському університеті протягом шести місяців, а протягом решти шести місяців буде служити вільнонайманим пілотом в німецькій армії. У 1916 і 1917 р. він брав участь в роботі військової місії, створеної з метою збільшення виробництва боєприпасів для Туреччини, яка була союзником Німеччини. Протягом останніх років війни він командував ескадрильєю бомбардувальників.
Ейлер-Хельпін помер 6 листопада 1964 в Стокгольмі.

## Нагороди
«За дослідження з ферментації цукру та ферментів бродіння» Ейлер-Хельпін і Гарден були нагороджені в 1929 р. Нобелівською премією з хімії. У своїй промові при презентації член Шведської королівської академії наук Х. Г. Седербаум назвав процес пізнання ферментації «однією з найбільш складних і важких проблем хімії». Вирішивши її, сказав Седербаум, Ейлер-Хельпін, Гарден і їх колеги зробили можливим «отримати важливі висновки, що стосуються основних принципів вуглеводного метаболізму як у рослин, так і в організмів тварин».
Крім Нобелівської премії, Ейлер-Хельпін був нагороджений Великим хрестом Федеральної служби ФРН (1959). Йому були присвоєні почесні вчені ступені університетів Стокгольма, Цюриха, Афін, Кіля, Берна, Турина і Нью-Брансвіка. Він був членом Шведської королівської академії наук. Шведської академії інженерних наук та Фінляндської академії наук, а також іноземним членом багатьох наукових і професійних товариств.

## Родина
У 1902 р. Ейлер-Хельпін одружився з Астрід Клеве, яка протягом ряду років виконувала наукову роботу разом з ним. У них було п'ятеро дітей, один з них, Ульф фон Ейлер, став знаменитим фізіологом. Після того, як вони в 1912 р. розлучилися, Ейлер-Хельпін одружився з баронесою Елізабет Уггла, від якої у нього було четверо дітей.